# دریاچه لاک‌پشت‌ها (تفلیس)
دریاچه لاک‌پشت‌ها ترجمه مستقیم از نام گرجی کوس تبا (گرجی: კუს ტბა-Kus Tba) یک دریاچه کوچک در حومه تفلیس پایتخت گرجستان است. همان‌طور که از نام این دریاچه مشخص است، اینجا محلی برای زندگی لاک‌پشتها است. این دریاچه از تفرجگاه‌های نزدیک تفلیس به‌شمار می‌آید.